# Bundesverband E-Commerce und Versandhandel Deutschland
Der Bundesverband E-Commerce und Versandhandel Deutschland e. V. (BEVH, in Eigenschreibweise „bevh“) ist eine deutsche Branchenvereinigung von Online- und Versandhändlern mit Sitz in Berlin. Dem BEVH gehören mehr als 500 Unternehmen an. Darunter sind Versender mit gemeinsamem Katalog- und Internetangebot, reine Internethändler, Teleshopping-Unternehmen, Apothekenversender, Verkäufer auf Online-Marktplätzen und Versender mit Heimat im Stationärhandel. Neben den Versendern sind dem BEVH über 150 Dienstleister angeschlossen.
Der Verband vertritt die Brancheninteressen der Versender gegenüber dem Gesetzgeber sowie Institutionen aus Politik und Wirtschaft. Zu den Kernaufgaben des Branchenverbands gehören die Information der Mitglieder über aktuelle Entwicklungen und Trends, die Organisation des gegenseitigen Erfahrungsaustausches sowie fachliche Beratung. Darüber hinaus bietet der Verband Dienstleistungen, die die Mitglieder im Tagesgeschäft unterstützen. Dazu zählen Seminare, Arbeitskreise und Networking mit Versenderkollegen. Eine Rechtsberatung (z. B. zu den Bestimmungen des Fernabsatzrechts) zählt zu den Leistungen, die der bevh seinen Mitgliedern bereitstellt.
In Kooperation mit dem EHI Retail Institute aus Köln vergibt der Verband das Gütesiegel „Geprüfter Online-Shop“ für Internetshopbetreiber. Die Auszeichnung soll garantieren, dass die Qualitätsanforderungen des Verbandes erfüllt und die relevanten gesetzlichen Bestimmungen umgesetzt wurden. Darüber hinaus hat der Verband mit Datenschutz Cert ein Gütesiegel zum Datenschutz erarbeitet. Das Datenschutzgütesiegel ist speziell auf E-Commerce-Prozesse abgestimmt und soll Firmen helfen, sich vom Wettbewerb abzuheben.